# Vereshegy
Vereshegy (1899-ig Porács, szlovákul: Poráč) község Szlovákiában, a Kassai kerület Iglói járásában.

## Fekvése
Iglótól 15 km-re délkeletre, a Szepes-Gömöri Érchegységben 760 méterre a tengerszint felett fekszik.

## Története
Ősi hegyi bányásztelepülés, 1247-ben utal rá először oklevél, de valószínűleg sokkal régebbi. Bányáiban aranyat, ezüstöt, rezet, később vasércet és higanyt bányásztak. Írott forrásban 1358-ban bukkan fel először a neve „Veresheg” néven. 1382-ben „Vereshegy”-ként említik, ekkor már állt Szent György tiszteletére szentelt temploma. A 15. században Lapispataky László szepesi gróf szerezte meg. Ekkor német és szlovák lakói a bányászat mellett mezőgazdasággal, állattartással foglalkoztak. 1471-ben „Verezheg alias Rotenberg”, 1474-ben „Weresheg, alias Palocz, Porach” alakban szerepel a korabeli forrásokban. A falu egyre gyorsabban fejlődött. A 16. század elején már a márkusfalvi Máriássy családé. Mai templomának elődjét, a Szent Demeter tiszteletére szentelt fatemplomot 1670-ben építették. A 17. század kuruc háborúi és a járványok miatt a lakosság száma nagyon visszaesett, pótlásukra főként ruszin lakosságot telepítettek be. A 18. század elején már a ruszinok voltak többségben a településen. 1752-ben 682 görögkatolikus és 60 római katolikus élt itt. Az ipari forradalom hatására megnőtt a kereslet a vasérc iránt. Ekkor alapították meg a vereshegyi bányászati vállalatot, melynek fő részvényesei a Máriássyak és gazdag polgárcsaládok voltak.1773 és 1776 között felépült a ma is álló kőtemplom. 1787-ben 93 házában 612 lakos élt.
A 18. század végén Vályi András így ír róla: „PORACS, vagy Vereshegy. Tót falu Szepes Vármegyében, földes Ura Márjásy Uraság, lakosai katolikusok, és evangelikusok, fekszik Haraszthoz közel, mellynek filiája, határja ollyan, mint Teszlicskáé, második osztálybéli.”
1828-ban 140 háza és 1017 lakosa volt.
Fényes Elek 1851-ben kiadott geográfiai szótárában így ír a faluról: „Pórács, orosz falu, Szepes vmegyében, Wagendrüsselhez keletre 1 órányira: 102 romai, 950 görög kath. lak. Gör. kath. parochia. Vizimalmok. – Ezen helységhez Slovenka felől egy vadregényes völgy vezet. F. u. Marjássy, Vitális nemzetség. Ut. post. Lőcse.”
1880 és 1890 között lakói közül sokan kivándoroltak. A 19. század végén a bányászat hanyatlása következett be, mely folytatódott a gazdasági válság idején is. A trianoni diktátumig Szepes vármegye Iglói járásához tartozott.
1948 után újra fellendült a vasércbányászat. Az itteni bányavállalat a csehszlovák acélgyártás egyik fő szállítója lett. A bányászati tevékenység csak 1989 után csökkent jelentősen. Ma itt működik a szepesi térség utolsó mélyművelésű bányája, melynek teljes mélysége 505 m, a vízbetörések miatt azonban a művelés csak 281 m-ig folyik.

## Népessége
| Év:            | 1994. | 2004.   | 2014.   | 2024.   |
| -------------- | ----- | ------- | ------- | ------- |
| Emberek száma: | 982   | 1038    | 997     | 1011    |
| Eltérés:       |       | +5,70 % | -3,94 % | +1,40 % |

| Év:            | 2023. | 2024.   |
| -------------- | ----- | ------- |
| Emberek száma: | 1009  | 1011    |
| Eltérés:       |       | +0,19 % |

1910-ben 999, túlnyomórészt ruszin lakosa volt.
2001-ben 1036 lakosából 688 szlovák, 247 cigány, 84 ruszin volt.
2011-ben 1009 lakosából 703 szlovák, 176 cigány, 102 ruszin.

## Nevezetességei
- Szent Demeter tiszteletére szentelt görögkatolikus temploma 1773 és 1776 között épült. 1905-ben homlokzatát klasszicista stílusban építették át. 1759-ből származó kelyhe van.
- 18. századi kápolnája.
- A település legvonzóbb turisztikai látványossága a vadregényes Vereshegyi-völgy.
- A falu feletti Galmus-hegyről (Vysoký vŕšok) kitűnő kilátás nyílik a környező tájra.
- A vidék a téli sportok kedvelőinek népszerű üdülőhelye.